# Sojuz 12
Sojuz 12 (ryska: Союз-12)  var en flygning i det sovjetiska rymdprogrammet. Farkosten sköts upp med en Sojuz-raket från Kosmodromen i Bajkonur den 27 september 1973. Flygningen var en testflygning med den moderniserade Sojuz. Moderniseringen hade tvingats fram av olyckan med Sojuz 11. Farkosten återinträdde i jordens atmosfär och landade i Sovjetunionen den 29 september 1973.